# Flip the Frog

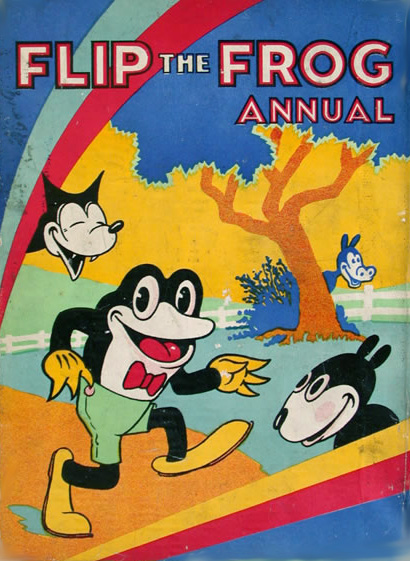
Voorpagina van Flip the Frog Annual (1930)

Flip the Frog is een tekenfilmfiguur bedacht door tekenaar Ub Iwerks. In de periode 1930 - 1933 zijn 39 tekenfilms over hem gemaakt.

## Ontstaan
Toen Iwerks in 1930 wegging bij Disney kreeg hij een aanbod bij MGM. MGM wilde een tekenfilmserie uitbrengen over een kikker genaamd Tony the Frog. Iwerks accepteerde het aanbod onder de voorwaarde dat de kikker Flip heette. De eerste film waar Flip in speelde was Fiddlesticks uit 1930. Deze film was niet alleen Flips debuut maar ook de eerste kleurentekenfilm met geluid.

## Tekenfilms

### 1930
- Fiddlesticks
- Flying Fists
- The Village Barber
- Little Orphan Willie
- The Cuckoo Murder Case
- Puddle Pranks

### 1931
- The Village Smitty
- The Soup Song
- Laughing Gas
- Ragtime Romeo
- The New Car
- Movie Mad
- The Village Specialist
- Jail Birds
- Africa Squeaks
- Spooks

### 1932
- The Milkman
- Fire! Fire!
- What A Life!
- Puppy Love
- School Days
- The Bully
- The Office Boy
- Room Runners
- Stromy Seas
- Circus
- The Goal Rush
- The Pony Express
- The Music Lesson
- Nurse Maid
- Funny Face

### 1933
- Coo Coo the Magician
- Flip's Lunch Room
- Techno-Cracked
- Bulloney
- A Chinaman's Chance
- Pale-Face
- Soda Squirt